# Wilhelm Conrad Röntgen
Wilhelm Conrad Röntgen (født 27. marts 1845, død 10. februar 1923) var en tysk fysiker fra universitetet i Würzburg. Han modtog som den første i 1901 nobelprisen i fysik for sin opdagelse af røntgenstråling.
Han blev født i en landsby lidt øst for Düsseldorf, men hans mor Charlotte Constance var hollandsk, og da Röntgen var tre år, flyttede hele familien til Nederlandene, hvor han voksede op. Han var et skolelys, men da han gik ud fra den tekniske højskole i Utrecht som nittenårig, fik han paradoksalt nok slet karakter i ét fag – nemlig fysik, ovenikøbet zeer slecht. Kort tid efter blev han udvist fra skolen, efter at en medelev havde tegnet en karikatur af en upopulær lærer på tavlen, og Röntgen ikke ville sige, hvem den skyldige var. Dermed var muligheden for en universitetsuddannelse udelukket, indtil en ven af familien fortalte dem, at den tekniske højskole i Zürich tog studenter uden formelle papirer ind, bare de bestod en optagelsesprøve. Og den bestod Röntgen med glans. I november 1865 begyndte han sine studier ved skolen. 
Röntgen studerede på Eidgenössische Technische Hochschule i Zürich, hvor han tog doktorgraden i 1869. I 1875 blev han professor i fysik i Hohenheim, fra 1876 i Straßburg, fra 1879 i Gießen, fra 1888 i Würzburg og endelig fra 1900 til 1920 i München.
Han beskæftigede sig med krystallografi, termodynamik og elektrodynamik.
Mens han eksperimenterede med elektricitet, opdagede han den 8. november 1895 en ny form for stråling, som han kaldte X-stråler, da de var ukendte. Denne betegnelse hænger fortsat ved i det meste af verden, men i visse sprog, blandt andet dansk og tysk, anvendes betegnelsen røntgenstråling, selvom Röntgen selv ikke ønskede sit navn anvendt i betegnelsen for strålingen. Selv kaldte han strålerne "X-stråler", og det navn har de beholdt på engelsk (X-rays).
Det hele begyndte med forskning på katodestråler (= elektriske udladninger i glasrør der indeholder fortyndet gas). Andre, der beskæftigede sig med emnet, var nordmanden Christian Birkeland, der lagde grundlaget for teorierne omkring nordlys ved hjælp af sin forskning på katodestråler, og Edison. Röntgen på sin side eksperimenterede en aften i et mørklagt værelse med et katoderør, der var indpakket i sort pap. En plade med barium platinocyanid, der lå på et bord lige ved, lyste op med luminescens, hver gang der var en udladning i katoderøret. Kun bly og platina var uigennemtrængelige for de gådefulde stråler. Röntgen opdagede også, at hvis han holdt sin hånd op mellem røret og pladen, kunne han se konturene af knoglerne i hånden. Han studerede nu fænomenet i syv uger, hvor han både spiste og sov i sit laboratorium. Han bad så sin kone Anna Bertha om hjælp: En fotografisk plade blev placeret bagved hendes hånd, der blev bestrålet med katoderøret i femten minutter. Da pladen blev fremkaldt, så man knoglerne i Anna Berthas hånd og de to ringe, hun bar på sin ringfinger. 
Det første røntgenrør blev fremstillet i Stützerbach i Thüringen efter Röntgens anvisninger.
Grundstoffet røntgenium er opkaldt efter ham.
Röntgen tog modvilligt til Stockholm for at modtage sin nobelpris. Nobelforedraget ville han dog ikke holde, da han stod fast på, at det her var jo "gammelt nyt". Han ville heller ikke tage patent på sin opfindelse og tjene penge på den, så Edison greb chancen og gjorde det i stedet for. 